# Domstolsärende
Domstolsärende är sådana rättsliga angelägenheter, som inte ska handläggas som mål vid domstol och alltså inte avgörs genom rättegång. De upptas som ärenden och handläggs enligt lagen  om domstolsärenden. 
Några av de vanligast förekommande ärendena är adoption, bodelning, utseende av bodelningsförrättare, boutredningsman, skiftesman, god man och förvaltare enligt föräldrabalken och god man enligt samäganderättslagen.
Ett domstolsärende påbörjas med en ansökan till en tingsrätt. Domstolsärenden avgörs oftast på handlingarna, vilket innebär att man inte har någon förhandling där parter och domstol träffas. Ett domstolsärende avgörs genom ett beslut. Beslut i domstolärenden kan överklagas till hovrätt. I många fall krävs prövningstillstånd. 
Ansökan om lagfart och inteckning var tidigare domstolsärenden men söks numera hos  Lantmäteriet.

## Fotnoter
1. ↑  Lagen om domstolsärenden (1996:242)
2. ↑  Lantmäteriet:Ansökan i fastighetsärende